# ターマガント (駆逐艦・2代)
ターマガント (HMS Termagant) はイギリス海軍の駆逐艦。T級。後に16型フリゲートに改装された。

## 艦歴
1941年11月25日、ウィリアム・デニー・アンド・ブラザーズ社ダンバートン造船所で起工。1943年3月22日に進水し、1943年10月18日に竣工。ペナントナンバーR89を付与された。
「ターマガント」は1943年11月15日から18日までJW54A船団の最初の行程の間の局地護衛の一部を構成した。それから、地中海艦隊配備となり、1944年1月14日にアレクサンドリアに到着。第24駆逐艦戦隊 (24th Destroyer Flotilla) に加わった。地中海への航海中は、東洋艦隊に派遣される戦艦「クイーン・エリザベス」、「ヴァリアント」、巡洋戦艦「レナウン」の護衛を務めた。
「ターマガント」と駆逐艦「トラウブリッジ」は1944年2月12から13日の夜にクロアチアのヴェラ・ルカを、4月6から7日の夜にはバールを砲撃した。5月19日、ドイツ潜水艦「U453」がイタリア半島の踵部分の沖で船団を攻撃し、商船「Fort Missanabie」を沈めた。「ターマガント」と駆逐艦「テネイシャス」、「Liddesdale」はUボート狩りを命じられた。5月20日に敵と接触し、5月21日朝に「U453」が浮上を余儀なくされるまで爆雷攻撃を実施。浮上した「U453」は3隻の駆逐艦からの砲撃で撃沈された。1944年8月15日、「ターマガント」はドラグーン作戦（南フランス侵攻）に参加し上陸の火力支援を行った。「ターマガント」は8月28日まで任務で南フランス沖にとどまった。
1944年9月、ドイツ軍はエーゲ海の島々やギリシャ南部からの撤退を開始した。イギリスはそれを妨害するための攻勢を開始。護衛空母7隻とそれを支援する巡洋艦、駆逐艦からなる「ターマガント」も含む任務部隊を展開させた。1944年10月7日、「ターマガント」と駆逐艦「タスカン」はサロニカ湾入口でドイツの機雷敷設艦「Zeus」および護衛の水雷艇「TA37」、駆潜艇「UJ2102」およびHarbor Patrol Boat「GK62」（または「GK32」）を攻撃し、護衛の3隻を沈めた。10月19日、「ターマガント」と「タスカン」はSkiathos島沖でドイツ水雷艇「TA18」を攻撃。「TA18」の座礁後も攻撃を続行して「TA18」を破壊した。
エーゲ海での主な作戦の終結で「ターマガント」は1944年11月1日にイギリスへ向けて出発し、11月11日にポーツマスに到着。太平洋での作戦のための修理が行われた。修理は1945年1月末には完了し、太平洋艦隊に加わるためオーストラリアへと向かった。「ターマガント」には太平洋の作戦用の新たなペナントナンバーD47が付与された。1945年5月、沖縄戦でイギリス太平洋艦隊の空母と活動。6月14-15日、トラック島攻撃作戦（インメイト作戦）に参加。7月、8月は日本に対する作戦でイギリス空母の支援に従事。9月2日の東京湾での日本の降伏文書署名の際、その場にあった。
「ターマガント」は1946年から1951年までポーツマスで予備役におかれ、1951年8月から1953年4月にかけてバーケンヘッドのGrayson Rollo and Clover Docksで16型フリゲートに改装された。1953年4月28日に再就役し、新たなペナントナンバーF189が付与された。「ターマガント」は標的艦としてロスシーの第3潜水艦戦隊 (3rd Submarine Flotilla) に編入された。同年、エリザベス2世戴冠記念観艦式に参加。
1957年9月26日にデボンポートで予備役となった。1958年には試験のため短期間再就役している。
1961年から1965年までLisahallyで予備役としておかれた後、DalmuirのArnott Youngに解隊のため売却され、1965年11月5日にそこに着いた。